# Nycteola pseudonilotica
Nycteola pseudonilotica är en fjärilsart som beskrevs av Holloway 1979. Nycteola pseudonilotica ingår i släktet Nycteola och familjen trågspinnare. Inga underarter finns listade i Catalogue of Life.